# Dry-tooling
Le dry-tooling (de l'anglais dry, « sec », et tool, « outil ») est une activité sportive qui regroupe les techniques d'escalade sportive et d'escalade glaciaire (piolet-traction), et pratiquée sur rocher ou en salle d'escalade. Elle fait usage de matériel de cascade de glace (piolets et crampons) en plus du matériel d'escalade habituel (casque, baudrier, corde).
Apparu à la fin des années 1990 comme un entraînement pour la montagne (escalade mixte, cascade de glace), le dry-tooling est devenu une discipline sportive à part entière qui fait l'objet de compétitions.
Le matériel dont fait usage le dry-tooling permet d'ouvrir des voies autrement inaccessibles. Néanmoins, il est critiqué pour les dommages qu'il peut occasionner au rocher et, pour certains, il dénature l'effort de l'escalade[pas clair] et pose le problème de l'éthique en escalade rocheuse avec des moyens artificiels détournés de leur vocation initiale. Les défenseurs de la discipline arguent, notamment, que le réchauffement climatique rend la pratique de la cascade de glace plus compliquée, justifiant ainsi l'intérêt du dry-tooling.

## Pratique

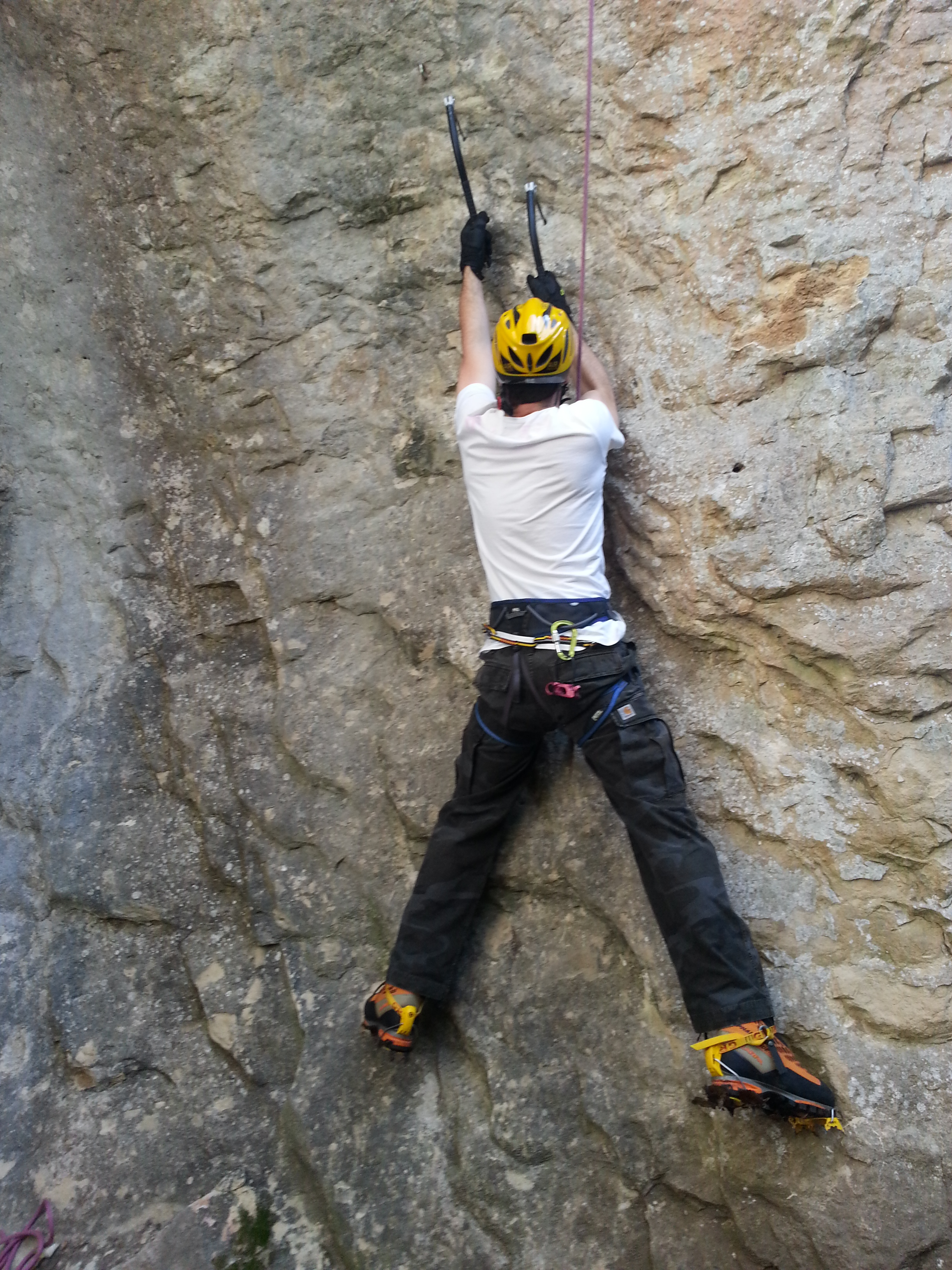
Dry-tooling dans les Alpes-Maritimes.

Le dry-tooling se pratique sur rocher et, dans certaines conditions, sur les structures artificielles d’escalade,. Certains y incorporent des passages sur glace, voire sur neige. Le dry-tooling sert en particulier comme entraînement pour la cascade de glace et permet de découvrir et de s'approprier le matériel de montagne,.
La discipline s'est développée assez récemment et fait l'objet de compétitions internationales. En compétition, l'évolution se fait généralement sur structure artificielle. Des prises spécifiques peuvent être utilisées, constituées d'une résine plus dure ou de métal. Si l'épreuve se déroule en terrain mixte, des volumes de glace peuvent être fabriquées afin de reproduire les conditions naturelles[réf. nécessaire]. Les itinéraires réservés à cette pratique sont parfois agrémentés de certains « jeux » (tronc d'arbre, fixe ou en mouvement…),.
Cette pratique étant agressive pour le rocher (usure, casse de prise), elle est généralement réservée à des sites où l'escalade libre n'a que peu d'intérêt (mauvais rocher, cadre du site secondaire...),. Le site de l'Usine, grotte naturelle à Voreppe près de Grenoble, est l'un des plus connus au monde dans la discipline, qui offre un toit de plus de vingt mètres de long,.
Pour le sportif, ce domaine d'escalade, souvent pratiqué en fort « dévers » (pente négative), est assimilable à « une grimpe ultra-puissante et très continue telle qu'on ne peut jamais la trouver en escalade classique, même extrême ».

### Histoire
À la fin des années 1990, des glaciéristes utilisent le matériel d'escalade sur glace (piolets et crampons) pour gravir le rocher attenant aux cascades impraticables. Ils développent des techniques adaptées, donnant naissance à la discipline du dry-tooling. Cette discipline enrichit à son tour l'escalade mixte et l'alpinisme, si bien que les ascensions les plus techniques de celles-ci sont depuis réalisées grâce aux apports du dry tooling.
En 2010, trois champions d'escalade sur glace, Jean-François Mercier, Étienne Grillot et Jonathan Joly, fondent l'association française Dry tooling style (DTS). À travers l'association, « Jeff » Mercier promeut le « French style », qui se caractérise par le refus des éperons (crampons pointant vers le haut, par la suite interdits en compétition), des yaniro et de tenir les piolets avec le coude,.
En 2011, à l'occasion du premier championnat de France d'escalade sur glace, la FFME, en collaboration avec DTS, modifie ses règles pour y inclure ce sport.
Depuis 2012, la FFCAM est responsable des compétiteurs français et constitue la sélection des grimpeurs représentant la France sur les épreuves de Coupe du monde, du championnat du monde et de la Coupe d’Europe de l'Union internationale des associations d'alpinisme (UIAA).
À partir de 2017, les premières voies cotées D16+, sur une échelle jusque-là étendue au D15+, sont ouvertes en Pologne par Filip Babicz et au Canada.

### Cotation
La difficulté d'une voie s'exprime par les cotations de l'escalade mixte, la lettre M (« mixte ») suivie d'un chiffre (qui peut être nuancé avec un « + »). Le dry-tooling en tant que sport commence pour ainsi dire à M4/M5.
Une cotation exprimée avec la lettre D à la place de la lettre M est proposée et en cours de validation, afin de différencier l'activité sur rocher (« dry ») de celle de l'escalade sur rocher et glace (mixte) et pour différencier l'engagement en falaise ou en montagne. Elle commence au D3 et va en 2021 jusqu’au D16+,.
Les cotations en montagne sont généralement sous-évaluées par rapport aux cotations des voies réservées à la pratique. En compétition, les éperons sont interdits sur les crampons et certaines voies extrêmes n'ont jamais été réalisées sans cet accessoire[réf. nécessaire].

## Sites dedry-tooling

### France

#### Hautes-Alpes
- Le Gouzier, à Briançon[17]
- La Roche-de-Rame[18]
- Contrepétrie, à L'Argentière[17]
- Le Tilleul, à La Grave[19]

#### Alpes-Maritimes
- Secteur Guides 06, à Gialorgues[20]

#### Isère
- L'Usine, à Voreppe[21]
- La Cascade, à l'Alpe du Grand Serre[22]

#### Savoie
- La Gare, à Champagny en Vanoise[23]
- La grotte de Pomblière
- Saint-Saturnin (près de Chambéry)
- Le Barrio (Termignon-la-Vanoise)
- Hell Cave (Aussois)

#### Haute-Savoie
- Le Zoo, à Sallanches[24]
- Les Thermes du Fayet, à Saint-Gervais-les-Bains[25]
- Falaise de Quintal
- Grotte de Castor et Pollux à Faverges

#### Rhône
- Le Cher'bô, à Charbonnières[26]